# Stabæk Fotball Kvinner
Lo Stabæk Fotball Kvinner è una squadra di calcio norvegese, rappresentativa femminile della sezione calcistica della società polisportiva Stabæk Idrætsforening (Stabæk IF) con sede a Bærum, nella contea di Akershus. Milita in Toppserien, la massima serie del campionato norvegese femminile di calcio.

## Palmarès

### Competizioni nazionali
- Campionato norvegese: 2

2010, 2013
- Coppa di Norvegia: 3

2011, 2012, 2013

### Altri piazzamenti
- Campionato norvegese:

Secondo posto: 2011, 2012, 2014
Terzo posto: 2016, 2017
- Coppa di Norvegia:

Finalista: 2022

## Statistiche

### Risultati nelle competizioni UEFA
| Stagione | Competizione     | Fase                 | Avversario         | Risultato | Risultato | Risultato |
| Stagione | Competizione     | Fase                 | Avversario         | andata    | ritorno   | aggregato |
| -------- | ---------------- | -------------------- | ------------------ | --------- | --------- | --------- |
| 2011-12  | Champions League | sedicesimi di finale | 1. FFC Francoforte | 1-0       | 1-4       | 2-4       |
| 2012-13  | Champions League | sedicesimi di finale | Brøndby            | 2-0       | 3-3       | 5-3       |
| 2012-13  | Champions League | ottavi di finale     | Juvisy             | 0-0       | 1-2       | 1-2       |
| 2014-15  | Champions League | sedicesimi di finale | Wolfsburg          | 0-1       | 1-2       | 1-3       |

## Organico

### Rosa 2020
Rosa, ruoli e numeri di maglia come da sito della federazione norvegese, aggiornati al 2 marzo 2020.
| N. |                     | Ruolo | Calciatrice          |
| -- | ------------------- | ----- | -------------------- |
| 1  | Norvegia (bandiera) | P     | Selma Panengstuen    |
| 2  | Norvegia (bandiera) | D     | Louise Normann       |
| 3  | Norvegia (bandiera) | D     | Ingrid Søndenå       |
| 4  | Norvegia (bandiera) | C     | Thea Loennecken      |
| 5  | Norvegia (bandiera) | D     | Silje Bjørneboe      |
| 6  | Norvegia (bandiera) | D     | Carlotta Fennefoss   |
| 7  | Norvegia (bandiera) | A     | Melissa Bjånesøy     |
| 8  | Norvegia (bandiera) | C     | Justine Kielland     |
| 9  | Norvegia (bandiera) | C     | Rikke Thorkildsen    |
| 10 | Norvegia (bandiera) | C     | Cornelia Fladberg    |
| 11 | Svezia (bandiera)   | A     | Zara Jönsson         |
| 12 | Norvegia (bandiera) | P     | Melenie Watts        |
| 13 | Norvegia (bandiera) | D     | Siri Nordeide Grønli |
| 14 | Norvegia (bandiera) | C     | Kaja Aasly Haartveit |

| N. |                     | Ruolo | Calciatrice            |
| -- | ------------------- | ----- | ---------------------- |
| 15 | Norvegia (bandiera) | C     | Emilia Ruud            |
| 16 | Norvegia (bandiera) | C     | Ine Østmo              |
| 17 | Norvegia (bandiera) | A     | Maren Hauge            |
| 18 | Norvegia (bandiera) | C     | Marte Ness             |
| 19 | Norvegia (bandiera) | A     | Maiken Bjørndalen      |
| 20 | Norvegia (bandiera) | C     | Liv Aandal             |
| 22 | Norvegia (bandiera) | P     | Sunniva Skoglund       |
| 23 | Norvegia (bandiera) | C     | Elise Lundblad         |
| 24 | Norvegia (bandiera) | D     | Ina Kristoffersen      |
| 25 | Norvegia (bandiera) | P     | Margaux Batt Lægreid   |
| 44 | Norvegia (bandiera) | D     | Stine Pettersen Reinås |
| 51 | Norvegia (bandiera) | A     | Iris Omarsdottir       |
| 95 | Norvegia (bandiera) | A     | Maren Hagfors Thoresen |

### Rosa 2017
Rosa e numeri aggiornati al 21 luglio 2017.
| N. |                     | Ruolo | Calciatrice                    |
| -- | ------------------- | ----- | ------------------------------ |
| 1  | Norvegia (bandiera) | P     | Ingrid Hjelmseth               |
| 2  | Norvegia (bandiera) | C     | Cathrine Høegh Dekkerhus       |
| 3  | Norvegia (bandiera) | D     | Elise Cecilie Bratteland Liane |
| 4  | Norvegia (bandiera) | D     | Stine Pettersen Reinås         |
| 6  | Norvegia (bandiera) | C     | Heidi Elisabeth Ellingsen      |
| 7  | Norvegia (bandiera) | D     | Trine Rønning                  |
| 8  | Norvegia (bandiera) | C     | Cecilie Høegh Dekkerhus        |
| 9  | Norvegia (bandiera) | A     | Andrea Wilmann                 |
| 10 | Norvegia (bandiera) | A     | Synne Sofie Kinden Jensen      |
| 11 | Norvegia (bandiera) | C     | Frida Leonhardsen Maanum       |
| 13 | Norvegia (bandiera) | D     | Siri Merete Nordeide Grønli    |
| 14 | Norvegia (bandiera) | D     | Martine Johannessen Flakk      |

| N. |                     | Ruolo | Calciatrice                           |
| -- | ------------------- | ----- | ------------------------------------- |
| 16 | Norvegia (bandiera) | D     | Celine Alexandra Granli               |
| 17 | Norvegia (bandiera) | A     | Melissa Bjånesøy                      |
| 18 | Norvegia (bandiera) | C     | Ine Leschbrandt Østmo                 |
| 19 | Norvegia (bandiera) | C     | Ingvild Isaksen                       |
| 21 | Norvegia (bandiera) | P     | Christine Colling Westerbø Berthelsen |
| 22 | Norvegia (bandiera) | P     | Frida Bergmann Thomas                 |
| 23 | Norvegia (bandiera) | A     | Kamilla Vangsnes                      |
| 24 | Norvegia (bandiera) | C     | Cornelia Remme Fladberg               |
| 26 | Norvegia (bandiera) | A     | Mina Kjørum                           |
| 27 | Norvegia (bandiera) | A     | Victoria Ludvigsen                    |
| 40 | Norvegia (bandiera) | D     | Julie Kvale Støstad                   |